# Göran Unger
Göran Magnus Unger (Göteborg, 19 aprile 1958) è un ex cestista svedese.

## Carriera
Ha giocato nel Malbas Malmö. Con la Svezia ha preso parte ai Giochi olimpici 1980, classificandosi al 10º posto.